# Sirgiano
Sirgiano (en griego: Συργιάννη; fallecido antes de 1321) fue un oficial bizantino de origen cumano en los siglos XIII-XIV. Se especula que la familia Sirgianes era de origen mongol. Durante su vida pública fue nombrado nobilissimus, gran estratopedarca y gran doméstico. Se casó con Eugenia Paleóloga Cantacucena, la hija de Juan Comneno Ángelo Cantacuceno y su esposa Irene Comnena Paleóloga, y tuvieron dos hijos el megaduque Sirgiano Paleólogo y Teodora Sirgianina que se casó con Guido de Lusignan, el futuro rey de la Cilicia armenia como Constantino II.